# 馬西莫·維涅里
馬西莫·維涅里（義大利語：Massimo Vignelli；1931年1月10日—2014年5月27日）是一位跨領域的設計師， 他和妻子蕾拉（Lella Vignelli）一起創辦了 Vignelli Associates，設計作品涵蓋了包裝設計、建築設計、室內設計、公共標示系統、展示空間設計。他說，「如果你會設計一樣東西，你就能設計任何東西」，而他自己也證明了這一點。
維涅里的設計以貫徹現代主義見稱，作品經常運用幾何圖形，展現簡明的設計風格。

## 生平
維涅里在少年時期便對設計相當著迷，並和許多當代傑出的建築師結為朋友。（他有時會說自己年少時是個「建築界的追星族」）他先後於米蘭理工大學及威尼斯建築大學攻讀建築。
從1957到1960年，維涅里以研究員的身分造訪美國，並於1966年回到紐約開設新公司 Unimark International 的紐約分部。很快地，這間公司在領域或員工人數方面都成為全世界最大的設計公司之一。這間公司持續設計出許多世界上認知度最高的企業標誌，包括 American Airlines（馬西莫總是立刻強調老鷹是對方強迫他加上去的）。他在這段期間設計出套獨特的紐約地鐵標示系統  以及1970到80年間的地鐵路線圖。 與新聞報導及傳言相反的是，維涅里並沒有設計華盛頓捷運的路線圖，那是由 Lance Wyman 和 Bill Cannan 設計的。 維涅里幫華盛頓捷運設計了標示和路線查詢（wayfinding）系統，並建議比照許多國家的首都，將地鐵命名為「捷運」。原本這個命名在不同州和運輸集團之間是一團混亂。
1971年，馬西莫離開了一手成立的 Unimark，部分原因來自於公司邁向多元化轉而強調市場行銷，而非設計本身，而這與他所闡揚的設計理想背道而馳，不久後，馬西莫便與妻子蕾拉共同成立了 Vignelli Associates。
馬西莫參與了由紀錄片導演蓋瑞·胡斯崔特執導的設計三部曲之《Helvetica》紀錄片拍攝，這是一部以同名字體 Helvetica 為主題的紀錄片。他同時也更新了他在1972年所設計的紐約地鐵圖。
維涅里於2014年5月27日逝世於紐約。

## 職業生涯
馬西莫維涅里的工作領域相當廣泛，包含室內設計、環境設計、包裝設計、平面設計、家具設計以及產品設計，他在 Vignelli Associates 的客戶包括了許多高知名度的公司如IBM（電腦）、Knoll（家具）、Bloomingdale's（百貨）和美國航空公司（航空）
他在2007年參與 Stock Exchange of Visions 計畫，並且出版了 Vignelli: From A to Z 這本書，書中內容包含一系列描述「所有好設計」背後原則及概念的短文。文章按主題的字母順序編排，大略近似他在哈佛設計建築學院所教授的課程內容 。
在2009年1月，維涅里推出了免費電子書 The Vignelli Canon ，隔年九月印製了紙本擴充版，不過原始版本仍舊可從 Vignelli Associates 的官網下載。在引言部分維涅里寫道：「懷抱著對於增進年輕設計師之設計能力的期望，我想，傳遞我的某些知識應該會有所幫助。創造力需要知識的支援才能呈現其最佳狀態。」
維涅里在創造「萬用格線系統」時與美國國家公園管理處及哈柏直升機中心合作。這套系統從1977年起就被用於製作所有國家公園的園區導覽手冊。

## 維涅里設計研究中心

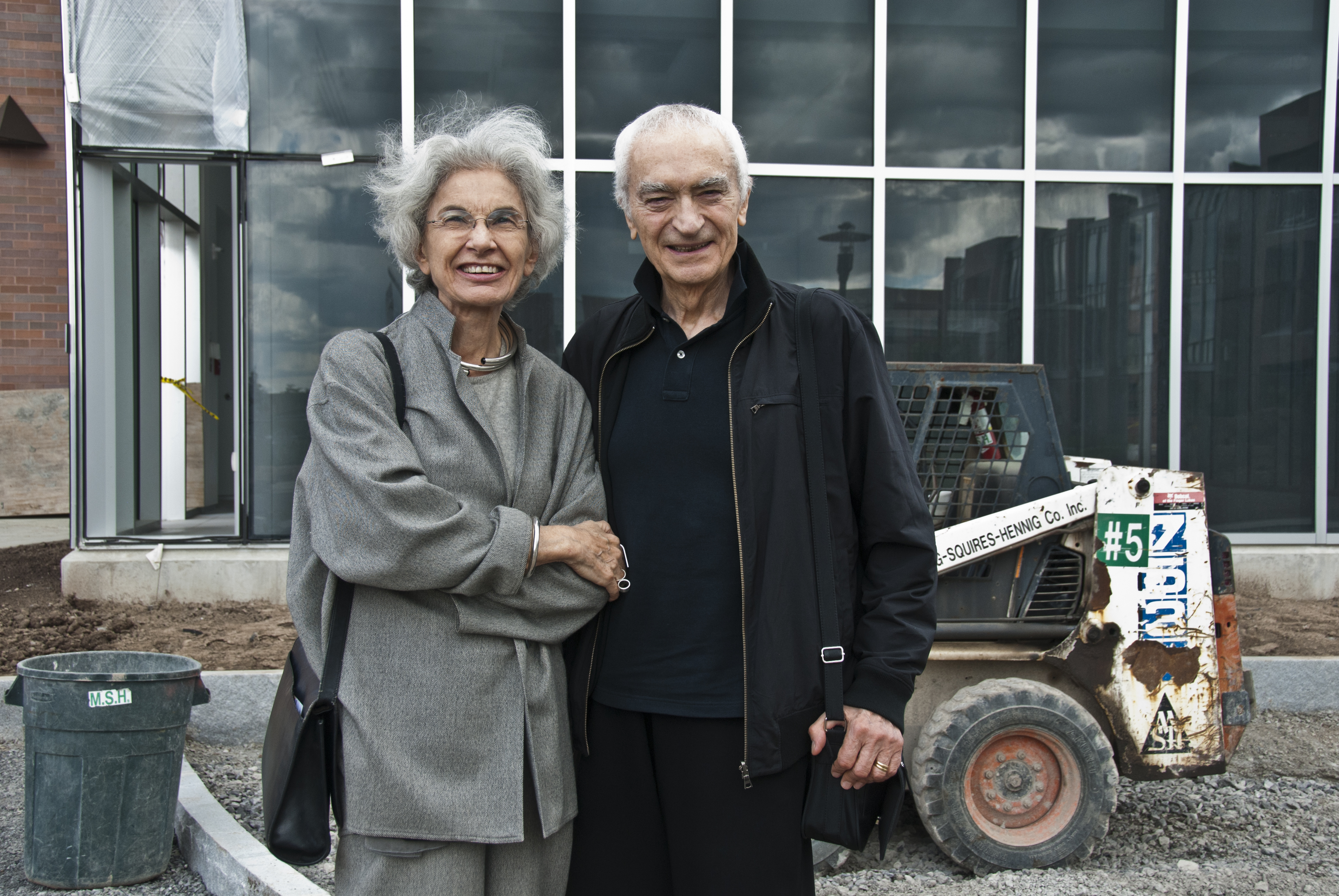
馬西莫與妻子蕾拉於施工中的維涅里設計研究中心前合影。

馬西莫與蕾拉同意將他們整個2008年的設計工作檔案文件捐贈給位於紐約羅徹斯特附近的羅徹斯特理工學院。檔案儲藏於一座馬西莫與蕾拉設計的新大樓「維涅里設計研究中心」 裡頭，這座大樓於2010年9月開幕，其中包含許多作品展覽空間、教室以及辦公室。
「維涅里設計研究中心將全面性收藏我們的平面設計、家具以及物品的文件檔案」維涅里說。「在羅徹斯特理工學院由維涅里欽點的設計教授－羅傑雷明頓的指導之下，這個中心將以節目及展覽我們的工作成果和其他相關主題的方式來促進現代主義設計相關的研究。這個中心在類型與規模上都是首創，維涅里中心將把羅徹斯特理工學院放在國際設計研究的尖端位置，蕾拉和我很高興能看到我們的夢想成形。」

## 成就
馬西莫·維涅里曾獲得以下獎項與榮譽博士學位：
- 1964 – 米蘭三年展大獎
- 1964, 1998 – 義大利工業設計協會金羅盤獎（Compasso d'Oro）
- 1973 – 美國建築師學會（AIA）工業藝術勳章
- 1982 – 紐約藝術總監俱樂部（New York Art Directors Club）名人堂[14]
- 1982 – 獲頒紐約帕森設計學院藝術榮譽博士學位
- 1983 – 美國平面設計協會金獎[15]
- 1985 – 以國家公園管理局出版計畫成為第一位總統設計獎得主，由美國總統隆納·雷根親授
- 1987 – 獲頒紐約布魯克林普瑞特藝術學院藝術榮譽博士學位
- 1988 – 《室內設計》名人堂[16][17]
- 1988 – 獲頒羅德島設計學院（Rhode Island School of Design）藝術榮譽博士學位
- 1991 – 國家藝術俱樂部設計類金獎
- 1992 – Interior Product Designers Fellowship of Excellence
- 1993 – 紐約州州長獎（Award for Excellence)
- 1994 – 獲頒義大利威尼斯大學建築榮譽博士學位
- 1994 – 獲頒華盛頓 Corcoran School of Art 藝術榮譽博士學位
- 1995 – 布魯克林博物館設計類終身成就獎
- 1996 – 倫敦皇家文藝學會榮譽皇家設計師（工業設計）
- 2000 – 加州巴沙狄那藝術中心設計學院（Art Center College of Design）藝術榮譽博士學位
- 2002 – 紐約羅徹斯特理工學院藝術榮譽博士學位
- 2003 – 紐約古柏國家設計博物館（National Museum of Design）國家終身成就獎[18]
- 2004 – 紐約古柏國家設計博物館（National Museum of Design）遠見獎
- 2005 – 紐約美國藝術暨文學學會建築獎[19]